# Нагрододар
Нагрододар (пол. Nagrododar) — польский дворянский герб.

## Описание
В голубом поле — под шестиконечной золотой звездой с правой стороны наверху лежащей — скачущий серебряный олень, пронзённый мечом накось вправо.
Щит увенчан дворянскими шлемом и короной. Нашлемник: три страусовых пера. Намёт на щите голубой, подложенный золотом.

## Герб используют
Иван Шуварский, г. Нагрододар, жалован 09.04.1840 дипломом на потомственное дворянское достоинство Царства Польского.